# Wąsosz (gmina Końskie)
Wąsosz – wieś sołecka w Polsce położona w województwie świętokrzyskim, w powiecie koneckim, w gminie Końskie.
W latach 1975–1998 miejscowość należała administracyjnie do województwa kieleckiego.
Przez wieś przechodzi  czerwony szlak turystyczny z rezerwatu przyrody Diabla Góra do Łącznej,  żółty szlak turystyczny z Końskich do Serbinowa oraz  czerwony szlak rowerowy do Sielpi Wielkiej.
Wierni kościoła rzymskokatolickiego należą do parafii Nawiedzenia Najświętszej Maryi Panny w Czarnej.

## Części wsi
| SIMC    | Nazwa          | Rodzaj    |
| ------- | -------------- | --------- |
| 0244370 | Nowiny         | część wsi |
| 0244386 | Ostre Górki    | część wsi |
| 0244392 | Przymiarki     | część wsi |
| 0244400 | Stara Wieś     | część wsi |
| 0244417 | Wąsosz Konecki | część wsi |
| 0244423 | Zarowie        | część wsi |

## Historia
Wąsosz w wieku XIX opisany był jako wieś nad rzeką Czarną, przy ujściu Krasnej, w powiecie koneckim, gminie Duraczów i parafii Końskie (odległa od Końskich o 9 wiorst). Wieś ta wchodziła w skład dóbr Końskie. W 1827 roku było w niej 27 domów i 150. mieszkańców. Istniała tu huta żelazna produkująca 1000 centnarów rocznie. Pod koniec XIX wieku w Wąsoszu było 51 domów, 297. mieszkańców, 1249 morg ziemi dworskiej, 55 osadniczej i 531 włościańskiej. Podczas II wojny światowej przystanek kolejowy Wąsosz Konecki był świadkiem dwóch udanych akcji na niemieckie pociągi towarowe nocą 12/13.02.1943 r. i 19/20.08.1943 r. Obie akcje zorganizował ppor. cc. Waldemar Szwiec „Robot” – inspektor dywersji Koneckiego Obwodu AK i późniejszy komendant II Zgrupowania Zgrupowań Partyzanckich AK „Ponury”.
Pod koniec lat 80. weterani z oddziału „Robota” postawili w pobliżu przystanku kolejowego pomnik upamiętniający ich akcję w sierpniu 1943 r.